# زالکا کرالجی و گاسپر سانتل
زالکا کرالجی و گاسپر سانتل (به انگلیسی: Zala Kralj & Gašper Šantl) گروه موسیقی اسلوونایی است.
آن‌ها نماینده اسلوونی در مسابقه آواز یوروویژن ۲۰۱۹ بودند.